# Coppa Italia 2013-2014 (turni preliminari)
Questa voce raccoglie un approfondimento sulle gare dei turni preliminari dell'edizione 2013-2014 della Coppa Italia di calcio.

## Primo turno

### Risultati
| Arbitro: | Dei Giudici (Latina) |

|                                     |                      |                                           |
| Franco Toppan Velardi Cioffi Amelio | Tiri di rigore 3 – 4 | Polverini Bruccini Serafini Ghidoli Nossa |

| Arbitro: | Lanza (Nichelino) |

|                                                         |                      |                                                              |
| Giovio 58’ Gioè 88’                                     | Marcatori            | 65’ D'Appollonia 78’ Bocalon                                 |
| Scappini Calderoni Colombi Barba Esposito Som Formiconi | Tiri di rigore 6 – 5 | Taddei Franchini Marconi Battaglia Giorico Pignat Bertolucci |

| Arbitro: | Bellotti (Verona) |

|                                                 |           |                    |
| Maietti 27’ Cissé 68’ Corradi 70’ Vorobjovs 90’ | Marcatori | 19’ (rig.) Sibilli |

| Arbitro: | Morreale (Roma 1) |

|                                          |           |  |
| Torregrossa 26’ Galuppini 45’ Talato 75’ | Marcatori |  |

| Arbitro: | Cangiano (Napoli) |

|                            |           |  |
| Salandra 45+1’ Luzzana 60’ | Marcatori |  |

| Arbitro: | Aversano (Treviso) |

|                         |           |  |
| Ekuban 37’ Vassallo 77’ | Marcatori |  |

| Arbitro: | Albertini (Ascoli Piceno) |

|                                     |           |  |
| Casoli 47’ Visconti 53’ Carlini 67’ | Marcatori |  |

| Arbitro: | Brasi (Seregno) |

|              |           |  |
| Martella 38’ | Marcatori |  |

| Arbitro: | D'Angelo (Ascoli Piceno) |

|                                                     |           |  |
| Montiel 4’ Evacuo 10’, 90+2’ (rig.) Campagnacci 19’ | Marcatori |  |

| Arbitro: | Illuzzi (Molfetta) |

|  |           |             |
|  | Marcatori | 96’ Gentile |

| Arbitro: | Giovani (Grosseto) |

|  |           |             |
|  | Marcatori | 24’ Finotto |

| Arbitro: | Rocca (Vibo Valentia) |

|                                    |           |              |
| Mustacchio 27’ Giacomelli 56’, 78’ | Marcatori | 22’ Miracoli |

| Arbitro: | Piccinini (Forlì) |

|                                                                 |           |                       |
| César 11’ Raggio Garibaldi 31’ Magnaghi 47’, 57’ Di Tacchio 88’ | Marcatori | 43’ Marri 77’ De Luca |

| Arbitro: | Lacagnina (Caltanissetta) |

|           |           |  |
| Frara 21’ | Marcatori |  |

| Arbitro: | Ceccarelli (Rimini) |

|                                         |           |  |
| Tundo 57’ Bencivenga 66’ Bogliacino 70’ | Marcatori |  |

| Arbitro: | Marini (Roma 1) |

|  |           |                       |
|  | Marcatori | 16’ Zubin 82’ Zanardo |

| Arbitro: | Abisso (Palermo) |

|  |           |                                |
|  | Marcatori | 50’, 74’ Petrella 66’ Bernardo |

| Arbitro: | Oliveri (Palermo) |

|                                               |           |  |
| Falconieri 37’ Caccavallo 47’ Sandomenico 80’ | Marcatori |  |

### Tabella riassuntiva
| Squadra 1      | Risultato       | Squadra 2           |
| -------------- | --------------- | ------------------- |
| Nocerina       | 0 - 2           | Pordenone           |
| Paganese       | 0 - 0 (3-4 dtr) | Pro Patria          |
| Perugia        | 0 - 1 (dts)     | Savona              |
| AlbinoLeffe    | 4 - 1           | Turris              |
| Virtus Entella | 5 - 2           | Gualdo Casacastalda |
| Südtirol       | 2 - 0           | Matera              |
| Salernitana    | 0 - 3           | Teramo              |
| Pisa           | 1 - 0           | Termoli             |
| Benevento      | 4 - 0           | Pontedera           |
| Cremonese      | 3 - 0           | Viareggio           |
| Frosinone      | 1 - 0           | L'Aquila            |
| Pro Vercelli   | 0 - 1           | Monza               |
| Pontisola      | 2 - 0           | Ascoli              |
| Lecce          | 3 - 0           | Santhià             |
| Gubbio         | 3 - 0           | Savoia              |
| Vicenza        | 3 - 1           | Feralpisalò         |
| Lumezzane      | 3 - 0           | Massese             |
| Grosseto       | 2 - 2 (6-5 dtr) | Venezia             |

Note
1. ↑  Inversione di campo rispetto all'esito del sorteggio.

## Secondo turno

### Risultati
| Arbitro: | Manganiello (Pinerolo) |

|                                                              |           |                   |
| Lisuzzo 55’ Ceccarelli 79’ Sansovini 105’ (rig.) Ebagua 119’ | Marcatori | 51’, 52’ Serafini |

| Arbitro: | Borriello (Mantova) |

|                                                       |           |            |
| Succi 45’ Camporese 55’ Tabanelli 59’ Garritano 90+2’ | Marcatori | 12’ Traini |

| Arbitro: | Merchiori (Ferrara) |

|  |           |            |
|  | Marcatori | 65’ Gucher |

| Arbitro: | Ostinelli (Como) |

|                             |           |  |
| González 9’ Faragò 41’, 79’ | Marcatori |  |

| Arbitro: | Chiffi (Padova) |

|             |           |  |
| Gerardi 34’ | Marcatori |  |

| Arbitro: | Pinzani (Empoli) |

|                       |           |  |
| Di Roberto 34’ (rig.) | Marcatori |  |

| Arbitro: | Saia (Palermo) |

|                                     |           |  |
| Mancosu 43’ (rig.), 54’ Madonia 72’ | Marcatori |  |

| Arbitro: | Pairetto (Nichelino) |

|                                           |           |           |
| Caracciolo 2’ Mitrović 76’ Oduamadi 90+2’ | Marcatori | 83’ Gaeta |

| Arbitro: | Cervellera (Taranto) |

|  |           |                        |
|  | Marcatori | 46’ Montiel 55’ Evacuo |

| Arbitro: | La Penna (Roma 1) |

|              |           |  |
| Castaldo 28’ | Marcatori |  |

| Arbitro: | Fabbri (Ravenna) |

|             |           |  |
| Maniero 13’ | Marcatori |  |

| Arbitro: | Aureliano (Bologna) |

|                                     |           |           |
| Pasquato 83’ Vantaggiato 88’ (rig.) | Marcatori | 52’ Rosso |

| Arbitro: | Di Paolo (Avezzano) |

|                                                                     |           |           |
| Maccarone 45’ Cappelletti 66’ (aut.) Mch'edlidze 79’, 89’ Verdi 82’ | Marcatori | 47’ Campo |

| Arbitro: | Maresca (Napoli) |

|                    |           |  |
| Pettinari 39’, 51’ | Marcatori |  |

| Arbitro: | Baracani (Firenze) |

|                                                                   |           |              |
| Rosina 7’ (rig.) D'Agostino 17’ (rig.) Giannetti 20’ Paolucci 32’ | Marcatori | 61’ Giovinco |

| Arbitro: | Ghersini (Genova) |

|                         |           |                       |
| Lafferty 16’ Pisano 60’ | Marcatori | 76’ (rig.) Abbruscato |

| Arbitro: | Gavillucci (Latina) |

|                             |           |                                          |
| Farkaš 66’ Ferronetti 90+4’ | Marcatori | 4’, 77’ Zigoni 97’ Salvi 117’ Bellazzini |

| Arbitro: | Abbattista (Molfetta) |

|                                       |           |  |
| Di Carmine 34’ Diop 43’ Mezavilla 70’ | Marcatori |  |

| Arbitro: | Bruno (Torino) |

|         |           |  |
| Rea 75’ | Marcatori |  |

| Arbitro: | Roca (Foggia) |

|                                                     |                      |                                                |
| Albadoro 92’                                        | Marcatori            | 118’ (rig.) Torregrossa                        |
| Defendi Albadoro De Falco Marotta Claiton Sciaudone | Tiri di rigore 4 – 3 | Torregrossa Maita Talato Franchini Ganz Baraye |

### Tabella riassuntiva
| Squadra 1       | Risultato       | Squadra 2      |
| --------------- | --------------- | -------------- |
| Pescara         | 1 - 0           | Pordenone      |
| Spezia          | 4 - 2 (dts)     | Pro Patria     |
| Cittadella      | 1 - 0           | Savona         |
| Trapani         | 3 - 0           | AlbinoLeffe    |
| Padova          | 2 - 1           | Virtus Entella |
| Empoli          | 5 - 1           | Südtirol       |
| Reggina         | 1 - 0           | Carpi          |
| Crotone         | 2 - 0           | Latina         |
| Brescia         | 3 - 1           | Teramo         |
| Siena           | 4 - 1           | Pisa           |
| Virtus Lanciano | 0 - 2           | Benevento      |
| Palermo         | 2 - 1           | Cremonese      |
| Modena          | 0 - 1           | Frosinone      |
| Avellino        | 1 - 0           | Monza          |
| Cesena          | 4 - 1           | Pontisola      |
| Ternana         | 2 - 4 (dts)     | Lecce          |
| Juve Stabia     | 3 - 0           | Gubbio         |
| Varese          | 1 - 0           | Vicenza        |
| Bari            | 1 - 1 (4-3 dtr) | Lumezzane      |
| Novara          | 3 - 0           | Grosseto       |

## Terzo turno

### Risultati
| Arbitro: | De Marco (Chiavari) |

|  |           |            |
|  | Marcatori | 44’ Ângelo |

| Arbitro: | Orsato (Schio) |

|                                     |                      |                                           |
| Sansovini 39’ Ebagua 81’            | Marcatori            | 12’ Gilardino 90+3’ (rig.) Lodi           |
| Porcari Magnússon Madonna Sansovini | Tiri di rigore 3 – 2 | Floro Flores Bertolacci Kucka Konaté Lodi |

| Arbitro: | Doveri (Roma 1) |

|              |           |  |
| Nizzetto 69’ | Marcatori |  |

| Arbitro: | Celi (Bari) |

|               |           |  |
| Galabinov 24’ | Marcatori |  |

| Arbitro: | Guida (Torre Annunziata) |

|  |           |          |
|  | Marcatori | 37’ Toni |

| Arbitro: | Valeri (Roma 2) |

|             |           |  |
| Gerardi 48’ | Marcatori |  |

| Arbitro: | Massa (Imperia) |

|              |           |                        |
| Immobile 53’ | Marcatori | 46’ Maniero 57’ Ragusa |

| Arbitro: | Tagliavento (Terni) |

|              |           |  |
| Diamanti 39’ | Marcatori |  |

| Arbitro: | Russo (Nola) |

|             |           |                             |
| Pinilla 32’ | Marcatori | 25’ D. Ciofani 120’ Curiale |

| Arbitro: | Giacomelli (Trieste) |

|                                   |           |  |
| Radovanović 8’ Théréau 22’ (rig.) | Marcatori |  |

| Arbitro: | Calvarese (Teramo) |

|                                                            |                      |                                                       |
| Mezavilla 50’                                              | Marcatori            | 14’ Tremolada                                         |
| Doninelli Martinelli Murolo Diop Vitale Figliomeni Caserta | Tiri di rigore 3 – 4 | Calil Damonte Pucino Momentè Franco Blasi Spendlhofer |

| Arbitro: | Peruzzo (Schio) |

|          |           |                                      |
| Comi 53’ | Marcatori | 3’ Laribi 110’ Pavoletti 115’ Farias |

| Arbitro: | Bergonzi (Genova) |

|                                                        |           |  |
| Amauri 21’ Cassano 52’ (rig.) Munari 80’ Palladino 84’ | Marcatori |  |

| Arbitro: | Gervasoni (Mantova) |

|                     |           |  |
| Gabbiadini 71’, 81’ | Marcatori |  |

| Arbitro: | Irrati (Pistoia) |

|                                                    |           |  |
| Jonathan 18’ Palacio 30’ (rig.), 57’ Ranocchia 63’ | Marcatori |  |

| Arbitro: | Tommasi (Bassano del Grappa) |

|                            |           |  |
| Livaja 7’, 31’ De Luca 75’ | Marcatori |  |

### Tabella riassuntiva
| Squadra 1   | Risultato       | Squadra 2  |
| ----------- | --------------- | ---------- |
| Torino      | 1 - 2           | Pescara    |
| Spezia      | 2 - 2 (3-2 dtr) | Genoa      |
| Inter       | 4 - 0           | Cittadella |
| Trapani     | 1 - 0           | Padova     |
| Chievo      | 2 - 0           | Empoli     |
| Reggina     | 1 - 0           | Crotone    |
| Bologna     | 1 - 0           | Brescia    |
| Livorno     | 0 - 1           | Siena      |
| Sampdoria   | 2 - 0           | Benevento  |
| Palermo     | 0 - 1           | Verona     |
| Cagliari    | 1 - 2 (dts)     | Frosinone  |
| Avellino    | 1 - 0           | Cesena     |
| Parma       | 4 - 0           | Lecce      |
| Juve Stabia | 1 - 1 (3-4 dtr) | Varese     |
| Atalanta    | 3 - 0           | Bari       |
| Novara      | 1 - 3 (dts)     | Sassuolo   |

Note
1. 1 2 3  Inversione di campo rispetto all'esito del sorteggio.

## Quarto turno

### Risultati
| Arbitro: | Irrati (Pistoia) |

|                                   |           |  |
| Ebagua 8’ Sansovini 45’ Rivas 88’ | Marcatori |  |

| Arbitro: | Tommasi (Bassano del Grappa) |

|                           |           |             |
| D'Angelo 22’ Castaldo 81’ | Marcatori | 90’ Ciofani |

| Arbitro: | Chiffi (Padova) |

|                 |           |                           |
| Moscardelli 85’ | Marcatori | 78’ Valiani 120+2’ Feddal |

| Arbitro: | Gavillucci (Latina) |

|                                             |           |             |
| Valdés 5’ Munari 51’ Palladino 58’ Rosi 69’ | Marcatori | 87’ Damonte |

| Arbitro: | Merchiori (Ferrara) |

|                                                     |           |             |
| Paloschi 16’ (rig.), 25’ Ardemagni 50’ Da Silva 76’ | Marcatori | 35’ Gentili |

| Arbitro: | Baracani (Firenze) |

|                      |           |  |
| Koné 54’ De Luca 72’ | Marcatori |  |

| Arbitro: | Pinzani (Empoli) |

|                                                  |           |                          |
| Marcone 3’ (aut.) Belfodil 40’ Taïder 43’ (rig.) | Marcatori | 53’ Caccetta 89’ Madonia |

| Arbitro: | Nasca (Bari) |

|                                                  |           |           |
| Sansone 15’ Bjarnason 20’ Krstičić 83’ Renan 89’ | Marcatori | 64’ Longo |

### Tabella riassuntiva
| Squadra 1 | Risultato   | Squadra 2 |
| --------- | ----------- | --------- |
| Spezia    | 3 - 0       | Pescara   |
| Inter     | 3 - 2       | Trapani   |
| Chievo    | 4 - 1       | Reggina   |
| Bologna   | 1 - 2 (dts) | Siena     |
| Sampdoria | 4 - 1       | Verona    |
| Avellino  | 2 - 1       | Frosinone |
| Parma     | 4 - 1       | Varese    |
| Atalanta  | 2 - 0       | Sassuolo  |